# Abbygale Arenas
Abbygale Williamson Arenas (Angeles, 17 novembre 1974) è una modella filippina, eletta nel Binibining Pilipinas-Universe 1997.
Nel 1992, aveva rappresentato Pampanga nel concorso "Ford Supermodel of the World - Filippine". In seguito ha ottenuto il diritto di rappresentare le Filippine a Supermodel of the World. Nel 1994, ha concorso a Binibining Pilipinas, classificandosi al secondo posto.
Nel 1997 finalmente ottiene il titolo di Binibining Pilipinas Universe, che le dà il diritto di rappresentare la propria nazione a Miss Universo 1997. La Arena si classificò all'undicesimo posto e riuscì ad ottenere il titolo di Miss Photogenic.
In seguito ha lavorato come truccatrice, ed ha sposato il fotografo Jun de Leon. Ha inoltre fatto parte della giuria di Miss Terra 2006.